# Бердаши (посёлок)
Бердаши — опустевший поселок в Погарском районе Брянской области в составе Посудичского сельского поселения.

## География
Находится в южной части Брянской области на расстоянии приблизительно 3 км на запад по прямой от районного центра города Погар.

## История
Известен с 1930-х годов, в советское время здесь работал колхоз «Красный хлебороб». На карте 1941 года отмечен был поселение с 33 дворами. По состоянию на 2020 год опустел.

## Население
Численность населения: 7 человек (русские 100 %) в 2002 году, 8 в 2010.